# Carl-Ebbe Andersen
Carl-Ebbe Andersen   (Roskilde, 19 de gener de 1929 - Roskilde, 14 de juny de 2009) fou un remer danès que va competir durant la dècada de 1940.
El 1948 va prendre part en els Jocs Olímpics de Londres on, fent equip amb Finn Pedersen i Tage Henriksen, guanyà la medalla d'or en la prova de dos amb timoner del programa de rem. N'era el timoner.
En el seu palmarès també destaca una medalla de bronze al Campionat d'Europa de rem de 1947 i tres campionats nacionals.